# 第33回寬仁親王牌・世界選手権記念トーナメント
第33回寬仁親王牌・世界選手権記念トーナメントは、2024年10月17日～20日まで、弥彦競輪場で開催された競輪のGI競走である。優勝賞金は4,090万円（副賞込み）。
大阪・関西万博協賛 第33回寬仁親王牌・世界選手権記念トーナメントの名称で開催される。

## 決勝戦

### 競走成績
- 10月20日（日）第12レース[3][4][5][6][7][8][9]

- 誘導員…柿澤大貴（長野）[10]

| 着  | 番 | 選手名     | 齢 | 府県   | 期別 | 班 | 着差  | 上り | 決ま り手 | S/J H/B | 個人 状況                    |
| --- | -- | ---------- | -- | ------ | ---- | -- | ----- | ---- | --------- | ------- | ---------------------------- |
| 1   | 1  | 古性優作   | 33 | 大 阪  | 100  | S  |       | 12.0 | 差し      | S       | 走注（押圧・斜行）           |
| 2   | 4  | 小原太樹   | 36 | 神奈川 | 95   | 1  | 1身   | 11.9 | 差し      |         |                              |
| 3   | 6  | 河端朋之   | 39 | 岡 山  | 95   | 1  | 3/4身 | 12.0 |           |         |                              |
| 3.5 |    |            |    |        |      |    |       |      |           |         |                              |
| 4   | 8  | 佐々木悠葵 | 29 | 群 馬  | 115  | 1  | 1/4輪 | 12.1 |           |         |                              |
| 5   | 2  | 郡司浩平   | 34 | 神奈川 | 99   | 1  | 1/2身 | 12.2 |           | B       | 走注（内圏線・斜行・押上げ） |
| 6   | 7  | 渡部幸訓   | 41 | 福 島  | 89   | 1  | 1/2身 | 11.7 |           |         |                              |
| 7   | 5  | 脇本雄太   | 35 | 福 井  | 94   | S  | 2身   | 12.1 |           |         |                              |
| 8   | 3  | 新山響平   | 30 | 青 森  | 107  | S  | 1/2輪 | 12.0 |           |         | 走注（押圧）                 |
| 9   | 9  | 寺崎浩平   | 30 | 福 井  | 117  | 1  | 大差  | 13.9 |           | JH      |                              |

### 配当金額
| 1=4 | 170円 | (1) |

| 1=4 | 630円   | (06) |
| 1=6 | 1,630円 | (20) |
| 4=6 | 3,320円 | (31) |

| 1-4 | 710円 | (2) |

| 1=4 | 4,430円 | (16) |

| 1=4=6 | 20,320円 | (050) |

| 1-4 | 9,410円 | (29) |

| 1-4-6 | 121,980円 | (241) |

### レース概要
寺崎 - 脇本 - 古性と、2日目のローズカップと同じ並びの近畿勢は、今回は正攻法から誘導員と車間を空け主導権を取り切る。踏み合いに敗れた新山は脇本の外で粘るも、打鐘過ぎに後退。4角手前から仕掛けた郡司に対応する流れで脇本は、寺崎の内に差し込んで万事休す。郡司は最終2角過ぎで寺崎を捉え、スイッチした古性が続く。佐々木がいい勢いで捲り古性の牽制を乗り越えるが、郡司に大きくブロックされる。空いたインから古性が優勝。その後ろにいた小原が続いて2着。道中9番手ながら佐々木に乗って外を踏んだ河端が3着。

特に古性の最後の1周の動きについては、ファンのみならず評論家、現役選手からも絶賛されたほどであった。

## 特記事項
- 弥彦でのGI開催は前年に続いて、同大会単独としては2年連続8度目（次回は前橋で開催される）。

- 今回は、2025年日本国際博覧会（大阪・関西万博）協賛レースとなった[17]。

- 今大会のキャッチフレーズは、「一瞬にかけるアスリートたちの未来を照らすマジックアワー」。

- 初日の開会式での選手宣誓は、今回地元から唯一の出場選手である菊池岳仁[注 1]が行った[18]。

- 日本競輪選手会理事長杯の表彰式での花束贈呈は青山りよう、ローズカップの表彰式での花束贈呈はモデルの山田彩乃、決勝戦の表彰式での花束贈呈はプロ和太鼓集団「鼓童」が務めた。

- 決勝戦の表彰式には、今年も掲示板に乗った3人が参加。

- シリーズ全体の目標額は前年同様の83億円[19]であったが、シリーズ4日間の総売上は前年比4.5％増の85億7311万300円[20]で目標額を上回った。なお、各日ごとの売上額は、初日入場2,357人・売上18億717万100円[21][22]、2日目入場1,984人・売上17億5720万7300円[23][24]、3日目入場3,044人・売上20億5836万8300円[25][26]、最終日入場5,816人・売上29億5036万4600円[27][8]。また、決勝戦の売上は11億4262万8100円だった。

### 放送関係
- 地上波中継は最終日の16:00 - 16:55に、テレ東《TXN系列・BSテレ東 全7局ネット》「村と春日 ～秋の弥彦 自転車ふれあい旅～ 第33回寬仁親王牌・世界選手権記念トーナメント（GI）決勝戦」にて放送[28][29][30][注 2]。司会は春日俊彰（オードリー）と水原恵理アナウンサーが担当、リポーターは中根舞美アナ、中継の解説は中野浩一、実況は中川聡アナが担当。なお、地元の新潟県では前年同様に放送されなかった。また、前年同様に深夜ダイジェストも放送されなかったが、当日のスポーツ リアライブ〜SPORTS Real&Live〜の冒頭でもダイジェスト放映された。

- 決勝戦中継とは別に、新潟放送にて14日の10:50 - 11:20に事前特番として「キンタロー。秋の弥彦モノマネ探訪」を放送した。また、最終日には弥彦本場にてものまねライブを行った。

### 競走データ
- 8月27日に出場選手（108名・補欠9名）が決定[31][32]。

- S級S班は、全選手が出場した。なお、佐藤慎太郎・深谷知広・山口拳矢・清水裕友・松浦悠士・眞杉匠は3日目の準決勝で敗退となった。

- 今回のナショナルチームの選手は、ほぼ同日程にデンマークで開催された世界選手権に出場した関係で欠場の扱いとなった。

- 今回がGI初優出となったのは、佐々木悠葵。

- 前年大会の決勝戦にも出場していたのは、古性優作と渡部幸訓と河端朋之の3人。

- 小原太樹はGI決勝戦3回目で、今回も3連対を継続した[9]。

- 優勝した古性優作の大会連覇は、神山雄一郎（第5回1996年・第6回1997年）以来27年ぶり2人目。また古性は、前年と同じく、グランプリ前に年間獲得賞金額が2億円を突破した。